# Crytea aliena
Crytea aliena är en stekelart som beskrevs av Heinrich 1968. Crytea aliena ingår i släktet Crytea och familjen brokparasitsteklar. Inga underarter finns listade i Catalogue of Life.